# René Charpentier
Pour les articles homonymes, voir René Charpentier (homme politique) et Charpentier (homonymie).
René Charpentier, né en 1680 à Cuillé et mort le 11 mai 1723 à Paris, est un sculpteur français.

## Biographie
Élève de François Girardon à l'Académie royale de peinture et de sculpture, René Charpentier est allé à Potsdam en 1701, où il a exécuté la sculpture décorative du portique de Fortuna (détruite en 1945). 
Lors de son retour à Paris, il est agréé par l'Académie royale en 1707 avec une Mort d'Adonis (plâtre).
Il contribue à la décoration de la chapelle du château de Versailles (1708-1710), au chœur de la cathédrale Notre-Dame de Paris (1711-1714), au palais des Tuileries (1713), au palais du Luxembourg (1717), au château de la Muette à Paris (1720) et à l'église de la rue Roch à Paris (1720-1723), aussi bien qu'aux grandes maisons privées parisiennes comme l'hôtel de Toulouse (1714-1715). L'architecte Robert de Cotte l'a souvent employé en tant que concepteur d'ornement pour ses bâtiments. 
Certaines de ses œuvres ont été gravées par Gabriel Huquier en 1736. 
Il dessine une série de treize plats illustrant la collection de sculptures de la Galerie de Girardon appartenant à François Girardon.